# Aokigahara

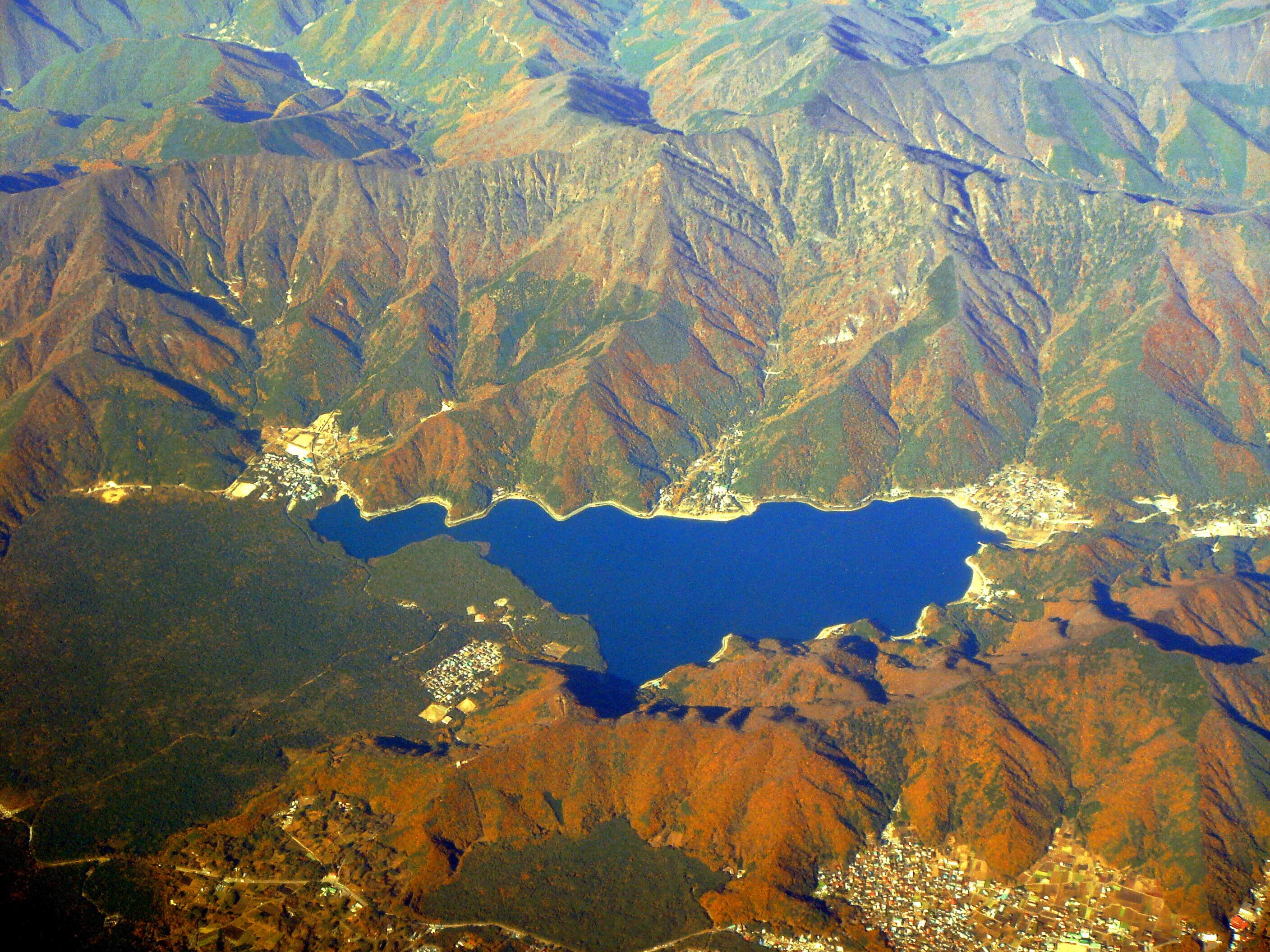
Severovýchodní část lesa se nachází v levém dolním rohu obrázku

Aokigahara (japonsky 青木ヶ原) nebo také Moře stromů (japonsky 樹海, Džukai) je les na severozápadním úpatí hory Fudži v Japonsku. Les má historickou spojitost s démony z japonské mytologie a je velmi oblíbeným cílem sebevrahů. Jen v roce 2002 bylo zaznamenáno 78 sebevražd, což les činí druhým místem s největším počtem sebevražd hned po Golden Gate Bridge v Kalifornii. Od roku 1970 pročesává každoročně les speciální jednotka hledající těla sebevrahů. Ty pak tito lidé z řad dobrovolníků pomohou i pohřbít.
Místo si tím vysloužilo přezdívku „les sebevrahů“. Stala se z něj turistická atrakce, do níž lidé nanosili kostry uhynulých zvířat či panenky bez hlav a další předměty, které mají nahánět návštěvníkům hrůzu. Nejvíce mrtvých tradičně bývá v březnu v období podávání přiznání.

## Historie
Do roku 1960 se jednalo jen o obyčejný les. V tomto roce ale spisovatel Seičó Macumoto vydal román, v němž popisuje, jak lidé na toto místo odcházejí zemřít. To nastartovalo vlnu sebevražedných pokusů na tomto místě, kterým se japonské úřady snažily zabránit, nicméně odlehlý les o rozloze přibližně 35 km² nebyly schopny policejní složky účinně hlídat. Proto jim na přístupových cestách pomáhají speciální hlídky a všude v lese visí cedule povzbuzující k životu a telefonní čísla na psychology.
Les se kvůli těmto skutečnostem celosvětově proslavil, jeho věhlas ještě prohloubil geolog Azusa Hajano, který o něm natočil krátký film. Jmenuje se příznačně: „Aokigahara - les sebevrahů“.

## Sebevraždy
Les Aokigahara je po mostě Golden Gate druhým nejoblíbenějším cílem sebevrahů. Statistiky se liší, ale do roku 1988 zde bylo ročně zaznamenáno kolem třiceti sebevražd.
V roce 2003 zde bylo nalezeno 105 těl a byl tak překonán rekord sedmdesáti osmi těl za rok v roce 2002. V roce 2010 bylo odhadnuto, že se zde pokusilo o sebevraždu 200 lidí, z nichž ji 50 skutečně spáchalo. V roce 1990 zde bylo nalezeno 102 obětí. Sebevražd přibývá v březnu, v době daňových přiznání. Od roku 2011 je nejčastějším způsobem sebevraždy oběšení nebo spolykání prášků. V posledních letech místní úřady přestaly zveřejňovat statistiky a čísla, aby tak snížily spojitost lesa se sebevraždami.
Vysoká míra sebevražd vedla úřady k tomu, aby ke vstupu do lesa umístily ceduli, která lidi vyzývá, aby vyhledali odbornou pomoc.
Roční hledání těl jsou prováděna policií, dobrovolníky a novináři od roku 1970.
Říká se, že za popularitu les vděčí románu Kuroi Džukai (黒い樹海, Černé moře stromů) od spisovatele Seičó Macumota z roku 1960. Nicméně historie lesa Aokigahara předchází vydání románu a místo bylo se smrtí spojováno už dávno předtím.

## Poloha
„Les sebevrahů“ najdeme v oblasti Minamicuro na úpatí hory Fudži. Nejbližším orientačním bodem je jezero Šódži, jedno z pěti jezer v okolí hory. Nebezpečí lze spatřit v tom, že se les nachází nedaleko významných silnic směřujících do velkých měst Tokio a Jokohama.

## Vkultuře
Les byl inspirací pro vznik několika filmů, včetně japonského dramatu Aokigahara (2012), amerického dramatu The Sea of Trees (2015) a amerického hororu Les sebevrahů (2016). Velšský hudebník a skladatel John Cale se lesem inspiroval k napsání písně „Nookie Wood“ ze svého alba Shifty Adventures in Nookie Wood.